# گروپو اول
گروپو اول (به اسپانیایی: Grupo Aval) شرکت هلدینگ کلمبیایی است، که در زمینه ارائه خدمات مالی و بانکداری، مدیریت سرمایه‌گذاری و صندوق‌های بازنشستگی، مخابرات و املاک و مستغلات فعالیت می‌کند.
شرکت گروپو اول در سال ۱۹۹۷ توسط لوئیس کارلوس سارمینتو تأسیس شد و در حال حاضر دارای عملیات در کشورهای کلمبیا، گواتمالا، السالوادور، هندوراس، نیکاراگوئه، کاستاریکا، پاناما، باهاما، باربادوس و ایالات متحده آمریکا می‌باشد.
دفتر مرکزی این شرکت در شهر بوگوتا، کلمبیا قرار دارد و بخشی از سهام آن در بازار بورس کلمبیا معامله می‌شود. لوئیس کارلوس سارمینتو با در اختیار داشتن ۹۰ درصد از سهام گروپو اول، مالک اصلی آن به‌شمار می‌آید.